# 重回18歲
《重回18歲》（韓語：18 어게인），為韓國JTBC於2020年9月21日起播出的月火連續劇，由《Go Back夫婦》的河炳勛導演與金度淵、安恩彬編劇合作打造。此劇改編自熱門美國電影《回到17歲》，本劇講述了一對婚姻破裂邊緣的中年夫婦。女主角是兼顧事業與家庭的媽媽，一邊忙於主播的工作、一邊要照顧孩子。而丈夫是被公司解僱、被孩子們無視的中年大叔。即將和妻子離婚，丈夫卻突然回到18歲，一位高中生籃球天才。回到18歲的丈夫是選擇彌補過往，還是換一個名字重新開始生活？
香港、新加坡、泰國、印尼、中東、南非及菲律賓由Viu自9月21日起獨家播出。台灣則由愛奇藝台灣站自9月22日起，每週二及週三獨家播出。

## 劇情簡介
洪大英在高中時期是一個制霸籃球比賽，因為籃球實力而備受關注的天才。 37歲，是一個從妻子那裡收到離婚資料，被孩子們無視，又被公司解僱的大叔。 在他反悔人生的瞬間，卻以37歲的靈魂，迎來了18歲全盛期的身體，他把名字改成「高宇英」，重新開始了第二次的人生。

## 演員陣容

### 主要人物
| 演員                    | 角色                                     | 原版對應角色      | 介紹 | 粵語配音                | 國語配音                |
| 金荷娜 （少年：韓素恩） | 郑多贞 （香港Now、台灣東森譯名為鄭多靜） | Scarlet O'Donnell | 大英的妻子、詩宇和詩雅的母親。18岁時与洪大英相恋。心情不好時就會吃辣的食物，和詩雅一起學習過自衛術。 意外成為年轻妈妈，只好放弃学业专心的带孩子，但心中始終沒有放弃自己的主播夢。等孩子们小学毕业後多次参加电视台竞选，但依然因为是“孩子的妈妈”这样的身分，到新闻台求职之路不顺。 与大英的婚姻相处上出了摩擦後辦理离婚，知道诗宇加入篮球队後，與崔日权面谈发现需要付錢才能當先發球員，想偷录音舉報被发现。这时大英打電話来，崔日权告诉她，當年的大英因是因為為了要賺取治癒詩宇的氣喘醫藥費一事故放弃加入篮球队，而感到愧疚。给崔日权最后的机会让他自首，崔日權在動手打了德進之後，被多貞自己使用自衛術給壓制在地，最后和家長們联手让崔日权受法律制裁。 宇英坦白告诉她就是大英但自己並不相信，直到在鞋店的女店員告诉她买鞋的人是学生，才回憶起了宇英和大英都對自己說過同樣的話、做過同樣的事情，才认出他就是大英，最后两人相认。 得知大英有機會完成年輕時的籃球夢時，决定放手不让大英重蹈覆辙放棄最愛的籃球，在說出家人比夢想還要重要並變回大英的樣貌後，最終两人再次结婚，一家团圆。 | 馮詠恩 （少年：楊婉潼） | 馮嘉德 （少年：邱涵菲） |
| 尹相鉉 （少年：李到晛） | 洪大英                                   | Mike O'Donnell    | 多貞的丈夫、詩宇和詩雅的父親。喜欢篮球，並有大好的篮球前途。在球場的中場投進了大號的三分球後向多貞告白，兩人開始交往，卻意外的在18岁成為年轻爸爸。 为了养家糊口，高中毕业就出來就业，本来可以进入篮球队但因为為了要賺取治癒詩宇的氣喘醫藥費而放棄了籃球的夢想。事業不順的自己，從此開始藉酒澆愁。 在看重学历的社会上，工作处处碰壁，37岁的他，事业不順，家庭也不如意，与妻子时常争吵，两个青春期的儿女对他极为冷淡，是个被上司、妻子、儿女嫌弃的角色，失业后意外回到生命最璀璨的18岁。 与儿子女儿成为同学，开始以同学朋友的身分陪在孩子身边，並开始发现自己並不了解兒女和妻子，從此以儿子的朋友这个身分关心著郑多贞，离婚后才发现自己为什么会离婚，而用第二次的人生弥补，遇见了爸爸才发现原来活的跟爸爸一样。 在16集跟多贞坦白說出心裡話，認為最重要的是家人不是夢想後就變回来了。和多贞一起觀看儿子的籃球比赛、女儿被欺负出来帮女儿，两人再次结婚，一家人再次团圆。 團圓後先是當了多貞的經紀人，並想完成年輕時的夢想而開設了「洪大英的兒童體育教室」，教導小小孩學習籃球。          | 何偉誠 （少年：梁皓翔） | 馬伯強                  |
| 李到晛                  | 高宇英                                   | Mike O'Donnell    | 長相回到18歲時的樣子的37歲洪大英。 以18岁的样貌以高宇英的身分与儿子和女儿成为同学，发现女兒是学校中的不良少女，偷偷在便利商店打工；而兒子在学校被欺凌，明明喜欢篮球卻不敢勇敢承认，他決定以“朋友”的身分默默关心、开导著他们。 在学校看见具子成跟他爸对话被打，阻止具子成打他爸，给了他无酒精的酒，背了喝醉酒他回自己的家。 跟诗宇一起进入篮球队，比赛前天去了坟场祭拜母親，碰见爸爸並告诉他诗宇明天有籃球比赛，赢了之後走到爸爸前面用手语跟爸爸沟通，结果两人重修旧好。 阻止了詩宇被具子成欺凌的行為，並和詩宇一起加入籃球隊，給了自信；在女兒詩雅走暗路被性侵未遂犯拿刀威脅時，壓制並送進警察局；在妻子遇到事業不順而難過時會給予加油打氣；在妻小需要他的时候都在身边，因为面貌的关系而没有告诉他们。 跟多贞坦白他就是大英，但多贞不相信；在14集两人终于相认；在15集想尽办法变回去，最终还是变不回，没有参加籃球決赛反而和多贞在老地方相遇，並告诉了她說夢想不重要家人才是最重要的之後就变回去了。                                                                                  | 梁皓翔                  | 何志威                  |

### 多貞相關人物
| 演員                    | 角色                           | 原版對應角色                      | 介紹 | 粵語配音 | 國語配音 |
| 卢正义 （童年：李南京） | 洪诗雅                         | Margaret "Maggie" Sarah O'Donnell | 郑多贞和洪大英的女儿。是龍鳳胎詩宇的姐姐。2002年4月11日出生。 人缘好，外表看起來有些叛逆与冷漠，但內心其实是位相当温暖懂事的女孩子，很关心弟弟但是不怎么展现。 夢想是當化妝師，為了要上美妝補習班而下課後會到便利商店去打工賺學費，而放棄就讀大學。 跟爸爸有心结，认为从小到大需要父亲时，洪大英都不在身边，而自从高宇英出现，看到宇英做過的事情就会自然地想起爸爸也曾經對自己做過。 父母离婚後一个人在游戏场哭，被具子成看见，一直認為父母親離婚是因為自己而導致的、自己是父母不小心生下來的包袱。在得知爸爸一直把自己從小到大的點點滴滴都紀錄在存摺上時，才發現爸爸一直都在關心著自己的人生。 獨自走夜路時被变态跟踪，用防身術保护了自己，但是对方拿了刀出来，她慌张的跑走刚好遇到宇英，並抓了变态進警察局。 拒绝了具子成的告白，在巷弄口遇見了說自己和媽媽壞話的女學生，此時徐志浩出面並飛踢了想要動手的男學生，牽著志浩的手跑離現場，兩人成為情侶。 在體育館外又被女學生給找碴，要求詩雅向自己道歉並想要推詩雅，側身閃開女學生獨自摔倒後，女學生的爸爸要求自己要道歉。此時爸爸大英出現並主持公道，目擊證人佐證是女學生主動挑釁並是自己摔倒後，父女倆感動的抱在一起。 大英和多貞想要再次重修舊好並徵求兒女的意見時，自己答應了並喜極而泣。 | 石梓晴   | 楊詩穎   |
| 厲雲 （童年：李天茂）   | 洪诗宇                         | Alex O'Donnell                    | 郑多贞和洪大英的儿子。是龙凤胎詩雅的弟弟。2002年4月11日出生。 与拥有好人缘的姐姐诗雅不同，在学校总被具子成欺负，个性沉静、害羞。是因為爸爸才喜欢篮球，因為得知爸爸是因為自己才放棄籃球，想替爸爸實現夢想，加入籃球隊後第一個想告知的人就是爸爸。在放學后都会独自练球，球技很好，却跟父亲一樣否认自己对篮球的热爱。 高宇英出现在他的生活中后，一开始对如此热情要与自己成为朋友且为自己打抱不平的人是感到尴尬与怪異的，但随著时間相处，成为朋友后來因为看到妈妈对當主播的梦想的努力与热情，以及宇英的鼓励，开始決定勇敢展现出自己对篮球的热血，和宇英进入篮球队赢了比赛後抱了宇英。 教练收賄的事情曝光，具子成跟他道歉，两人成为好友。 對於高中的球隊若能打贏決賽就能被韓國大學挖角感到很開心，在比赛快要输时看到爸爸的現身，最終拼尽全力赢了比赛。 大英和多貞想要再次重修舊好並徵求兒女的意見時，自己答應了並喜極而泣。和素美成為情侶。 | 黃尉斯   | 喬資淯   |
| 魏化儁                  | 藝志勛 （香港Now譯名為權志勛） | -                                 | 森林狼队棒球投手。在一次棒球賽後的採訪後就開始喜欢並追求郑多贞。 哥哥車禍去世後领养了哥哥的女儿瑞弦，瑞弦拿着妈妈的照片要去找他结果迷路了在警察局，被记者拍下。本来打算退役但在多贞的鼓勵下改变主意，召开记者会宣佈会继续打棒球和抚养瑞弦。 非常感激在哥哥車禍當時救出瑞弦的大英，但大英只是回了想起了自己的女兒，並邀请大英和多貞一起觀看自己的棒球比赛，最后祝他们俩幸福快乐。 煩惱和瑞弦的關係越來越不好，多貞建議說可以只用叔叔而非爸爸的身份去照顧，因為最重要的人是無法被取代的之後，和瑞弦的关系越来越亲近。 | 陳漢祺   | 馬伯強   |
| 李美度                  | 秋爱琳                         | Naomi                             | 离婚律师，洪大英、郑多贞及高德進的高中同学兼郑多贞的闺蜜。 高中时時期的初戀是洪大英，對高宇英有好感但在意外之下知道大英就是宇英而生气，和德進一起保密大英的身份。 和宇英一起拿德進的手机发家长群告发崔日权，帮助多贞调查崔日权让其坐牢。 得知多贞再次结婚，带她去她一直想要玩的飛行傘，看到他们俩再次结婚而感动落泪。 | 陳雪瑩   | 張乃文   |
| 金美京                  | 呂仁慈                         | -                                 | 郑多贞的妈妈，洪诗雅和洪诗宇的外婆，视女婿洪大英为儿子。 女儿离婚搬来跟女儿住，感激高宇英抓了騷擾詩雅的犯人。 坐公車回老家时，宇英买了他最爱吃的红豆面包，想起了大英以前也是一样總是記得自己最愛吃的東西，感动的哭了。會老家後打電話給多貞說宇英真的很像大英。 | 陳凱婷   |          |

### 大英相關人物
| 演員   | 角色   | 原版對應角色 | 介紹 | 粵語配音 | 國語配音 |
| 金康鉉 | 高德進 | Ned Gold     | 游戏开发公司代表、高中籃球隊會長。洪大英、郑多贞及秋爱琳的高中同学，亦是洪大英的摯友。 是第一个知道大英变回18岁的人，並对外扮演「宇英爸爸」的角色，对玉惠仁老師一见钟情。 高中時期看見了崔日權的爸爸向籃球隊教練施賄後，就開始一直被崔日權霸凌。 崔日权骗他說跟玉惠仁在一起而伤心，看了崔日权在酒店和女人搂搂抱抱，生气打了他进了警察局，在警局门前告訴惠仁實情，发现崔日权骗他又打了他再次进警局。 本來拒绝去家长会告发崔日权，但在宇英说会带惠仁去而答应了，在崔日权和多贞談話时，出来主持正義後被打，進而讓一直待在后台的家长們主動向警察作證舉報，崔日权被抓后成为篮球队会长。 崔日权事件後和惠仁老師一起去喝咖啡，但會錯意以為這是兩人的約會，但惠仁老師說自己最討厭的就是宅男了。德進難過之餘參加變裝派對，剛好遇見了也喜歡參加動漫變裝派對的惠仁老師，惠仁老師告知不可將有變裝喜好的事情告訴其他人，因為其他家長會認為這位老師有問題。德進安慰之餘並說出她睡前都會說出三件願望「1是邀請鋼鐵人當代言人、2是37歲的中年大叔也可以回到18歲、3是惠仁老師總有一天可以了解我的心意」後，開始有了好感。 因為是宇英的爸爸所以屢次在告白时遭到惠仁老師的拒绝，但惠仁老師知道他们不是父子关系后两人最后在一起，看到大英和多貞再次结婚而感动落泪。 | 郭湛深   | 梁興昌   |
| 李炳俊 | 洪州万 | -            | 洪大英的父亲、洪诗雅和洪诗宇的爷爷，公車司機。 在妻子罹患癌症後開始藉酒澆愁並要求多貞墮胎，大英不諒解離開家中，自己脫口而出離開家就要斷絕父子關係的氣話。 在妻子忌日去祭拜時遇到宇英，宇英告诉他明天去觀看诗宇的篮球比赛，比赛时看到宇英就想到儿子年轻的时候，宇英赢了比賽之后走到面前和他用手語对话，知道宇英就是自己的儿子後，父子和解。 | 羅偉亮   |          |
| 鄭海均 |        | -            | 洪大英的前上司。 | 郭俊廷   |          |

### 世林高中
| 演員                    | 角色   | 原版對應角色             | 介紹 | 粵語配音                | 國語配音 |
| 金釉利                  | 玉惠仁 | Principal Jane Masterson | 是洪詩雅、徐志浩和具子成的2年7班班導師，是個爱护学生的好老師。下班后除了是一个游戏爱好者，因為非常喜歡鋼鐵人，所以喜歡參加動漫的變裝派對。 在不知情的狀况下被崔日權對德進說彼此是情侶，德進碰巧看見崔日權在外面勾搭其他的女人，憤而互毆進警局。 高德進打电话给她，到了警察局後真相大白。去了告发崔日权的家长会，多次被德進告白但因为德進是宇英的爸爸而拒绝了他的告白。得知宇英不是德進的亲生儿子，两人成為情侶。 高宇英消失後對於洪大英的談吐和行為舉止有一種很熟悉的感覺。 | 黃紫嫺                  | 楊詩穎   |
| 李己雨                  | 崔日权 | -                        | 前世林高中体育教师和篮球對教练、酒店老板。洪大英、郑多贞、高德進及秋爱琳的高中同学。高中时期是学校的恶霸，视郑多贞为初恋。 執教時期多次向家长明示可以賄賂自己让孩子成為籃球隊的先發球員，发现郑多贞录音並拿了手机並告知洪大英是因为家庭因素而放弃了篮球训练。 骗高德進他跟玉惠仁在一起，在酒店和女人搂抱被高德進看到起爭執後进了警察局，出来警察局又因为骗德進又被打再次进警察局，最后被郑多贞、秋爱琳、高德進和其他家长联合起来让自己坐牢。 | 郭俊廷                  | 李世揚   |
| 崔普閔 （少年：金康勳） | 徐志浩 | -                        | 世林高中学生会会长兼模范生。与洪诗雅从小一起长大，一直在她身边陪伴她、一直喜欢诗雅， 从小在单亲家庭成长，沒有父亲的他，对洪大英有一种特別的情感，将他当作自己的爸爸。 有一段時期非常討厭高宇英，因為認為宇英喜歡詩雅、而詩雅也喜歡宇英。 在巷弄飛踢了想要對詩雅動手的男學生，一起牽著手跑離現場。告白後和诗雅成情侶，听了诗雅说医生袍很好看就跑去就讀读醫學系。 在家看國小運動會的记录片時意外发现宇英和大英叔叔年輕的時长得一模一樣，和诗雅第一次約會並要送詩雅回家時，看见宇英和多贞拥抱，之后打宇英的电话來找大英，才得知宇英是大英本人。                                           | 杜景煜 （少年：黎京玫） |          |
| 黃寅燁                  | 具子成 | Stan （原作部分設定）    | 篮球隊队长、学校的风云人物兼恶霸，直到高宇英的出现前沒有人敢与自己衝突。 在学校經常霸凌洪诗宇，跟宇英鬥牛時输了比賽，兑现承诺不再霸凌诗宇。 父母离婚，在家里父亲对他漠不关心，在学校发现爸爸向教练施賄才让他成為先发球員而生气，要打父亲時被宇英阻止。酒量極差，跟宇英聊天喝了他給個的一瓶无酒精的酒，但也能醉的不省人事，宇英只好背自己回宇英家。 教练施賄的事情曝光后和爸爸和好，也因为这件事情跟洪诗宇道歉，不应该因为让他看到爸爸施賄的事情而把气出在他身上，兩人成为好朋友。 在校慶上向洪诗雅告白但被拒绝，在路上碰巧遇見了志浩牽著詩雅跑離找碴者的騷擾，並挺身阻止他們繼續追著。 | 周倚天                  |          |
| 吳素賢                  | 全宝贝 | -                        | 2年7班的同学，诗雅的闺蜜。喜歡高宇英，但以為宇英喜歡的人是詩雅。 高宇英消失後對於洪大英的談吐和行為舉止有一種很熟悉的感覺。 | 黎京玫                  |          |
| 李恩在                  | 严素美 | -                        | 2年7班的同学，诗雅和宝裴的闺蜜。 喜歡洪詩宇並向其告白成功，兩人成為情侶。兩年後因為上大學的詩宇太受女粉絲的注目而吃醋了。 | 甯昕静                  |          |
| 柳多仁                  | 張丹芝 | -                        | 洪詩雅、全宝裴與嚴素美的同學兼閨蜜。 | 陳凱婷                  |          |
| 金仲基                  |        | -                        | 訓導主任。 | 羅偉亮                  |          |
| 尹正勳                  | 朴基勇 | -                        | 籃球隊隊員，具子成的好友。 | 柯偉聰                  |          |

### JBC電視台
| 演員   | 角色                           | 介紹 | 粵語配音 | 國語配音 |
| 安內相 | 文相辉                         | JBC主播部部长，早期处处针对郑多贞並要她在实习期間打包走人，但在中途認同多貞的主持功力和臨場反應的能力，但在得知多貞沒有辦法轉正必須離職時非常生氣，跑去找綜藝部部長吵架。 | 柯偉聰   |          |
| 張赫鎮 | 许雄基                         | JBC主播部組长，两年后升職成为部长。認同多貞的主持功力和臨場反應的能力。 多次想蹭多貞離婚和再婚的事件來炒新聞，但都沒有人去理自己。 | 楊耀泰   | 馬伯強   |
| 金允慧 | 权幼美 （香港Now譯名為權由美） | JBC播音局主播，实习期间很没有礼貌、目中無人。 在电梯被变态偷拍裙底而被郑多贞抓到，多貞告知自己是因為想起了自己的女兒，若是沒有人幫助她會造成她一輩子都傷痛。 得知多貞是因為自己而沒有辦法轉正必須離職時良心发现，把錄到多貞抓到偷拍者的影片上傳到網路帮助多贞，最后和同事相处融洽，並参加了多贞的婚礼。 | 植婉雯   |          |
| 高恩敏 | 林子英                         | JBC主播局主播，面试认识了郑多贞，经常为他打气，跟同事相处融洽，参加了郑多贞婚礼。 | 楊婉潼   |          |
| 梁大赫 | 南基泰                         | JBC主播局主播，帮助郑多贞拍报道让崔日权坐牢，参加郑多贞婚礼，秋爱琳在婚礼哭时给了她手帕。 | 周倚天   |          |

### 其他人物
| 演員   | 角色 | 介紹                                                                                             | 粵語配音 |
| 宋宥弦 | 美妍 | 權志勳已故兄長的前女友，同時為其侄女瑞妍的親生母親。但狠心的視女兒瑞弦為她是年輕時所發生的錯誤。 | 甯昕靜   |
| 李臬   |      | 崔日權的父親。                                                                                   | 楊耀泰   |

### 特別演出
| 演員   | 角色   | 介紹                                                                 | 粵語配音 |
| 張聖圭 | 張成圭 | JBC主播面試生。                                                      | 陳漢祺   |
| 全炫茂 | 裴勝賢 | JBC主播面試主考官。                                                  | 羅偉亮   |
| 許正民 |        | 秋愛琳的前男友。                                                     | 嚴鎮華   |
| 林智圭 |        | 權志勳已故兄長，瑞妍的親生父親，開車時遇到疲勞駕駛而導致因車禍去世。 | 柯偉聰   |
| 金東炫 |        | 綜合格鬥社社長                                                       | 郭俊廷   |
| 趙蓮   |        | 洪大英的親生母親，手語教師。在其16歲時因胰脏癌手術失敗而去世。       | 黎京玫   |
|        | 李相識 | 搖滾樂團樂手，尾隨少女的性侵未遂緩刑犯。                             |          |

## 原聲帶
- Part.1（發行日期：2020年9月22日）

| 曲序 | 曲目                  | 演唱 | 时长 |
| ---- | --------------------- | ---- | ---- |
| 1.   | The Only One          | 韶宥 | 4:03 |
| 2.   | The Only One（Inst.） |      | 4:03 |

- Part.2（發行日期：2020年9月28日）

| 曲序 | 曲目           | 演唱 | 时长 |
| ---- | -------------- | ---- | ---- |
| 1.   | Hello          | 昭享 | 4:04 |
| 2.   | Hello（Inst.） |      | 4:04 |

- Part.3（發行日期：2020年9月29日）

| 曲序 | 曲目            | 演唱       | 时长 |
| ---- | --------------- | ---------- | ---- |
| 1.   | If You          | Choi Nakta | 3:23 |
| 2.   | If You（Inst.） |            | 3:23 |

- Part.4（發行日期：2020年10月5日）

| 曲序 | 曲目                | 演唱         | 时长 |
| ---- | ------------------- | ------------ | ---- |
| 1.   | One Person          | 率智（EXID） | 4:01 |
| 2.   | One Person（Inst.） |              | 4:01 |

- Part.5（發行日期：2020年10月6日）

| 曲序 | 曲目                 | 演唱   | 时长 |
| ---- | -------------------- | ------ | ---- |
| 1.   | How To Love          | Sondia | 3:09 |
| 2.   | How To Love（Inst.） |        | 3:09 |

- Part.6（發行日期：2020年10月13日）

| 曲序 | 曲目                           | 演唱   | 时长 |
| ---- | ------------------------------ | ------ | ---- |
| 1.   | Moments Make Memories          | Jukjae | 4:07 |
| 2.   | Moments Make Memories（Inst.） |        | 4:07 |

- Part.7（發行日期：2020年10月19日）

| 曲序 | 曲目              | 演唱    | 时长 |
| ---- | ----------------- | ------- | ---- |
| 1.   | Somebody          | Clara C | 3:42 |
| 2.   | Somebody（Inst.） |         | 3:42 |

- Part.8（發行日期：2020年10月20日）

| 曲序 | 曲目                      | 演唱   | 时长 |
| ---- | ------------------------- | ------ | ---- |
| 1.   | If we love again          | 尹相鉉 | 3:50 |
| 2.   | If we love again（Inst.） |        | 3:50 |

### 其他搭配歌曲
- 台灣衛視中文台版本
  - 片尾曲：趙傳《回不去了》

## 收視率

### 韓國
| 集數       | 播出日期   | 標題                      | AGB收視率        | AGB收視率      |
| 集數       | 播出日期   | 標題                      | 大韓民國（全國） | 首爾（首都圈） |
| ---------- | ---------- | ------------------------- | ---------------- | -------------- |
| 1          | 2020/09/21 | 人生是持續的              | 1.753%           |                |
| 2          | 2020/09/22 | 值得你微笑的事物          | 2.417%           |                |
| 3          | 2020/09/28 | 雨和妳的故事              | 2.674%           | 2.494%         |
| 4          | 2020/09/29 | 那些年 我們曾經愛過的少年 | 2.532%           | 2.531%         |
| 5          | 2020/10/05 | 初戀是不會有結果的        | 3.209%           | 2.987%         |
| 6          | 2020/10/06 | 某個頭號粉絲的真心        | 2.786%           | 2.855%         |
| 7          | 2020/10/12 | 給我勇氣的人              | 2.803%           |                |
| 8          | 2020/10/13 | 只有我不知道的事          | 3.157%           | 3.220%         |
| 9          | 2020/10/19 | 失去後才看到的事物        | 3.117%           | 2.969%         |
| 10         | 2020/10/20 | 如果再次相愛              | 3.192%           | 2.985%         |
| 11         | 2020/10/26 | 錯過的愛情                | 2.573%           | 2.423%         |
| 12         | 2020/10/27 | 弦月                      | 2.256%           | 2.315%         |
| 13         | 2020/11/02 | 令我心動的男人            | 2.824%           | 2.797%         |
| 14         | 2020/11/03 | 好想你                    | 2.878%           |                |
| 15         | 2020/11/09 | 告白                      | 2.683%           |                |
| 16         | 2020/11/10 | 人生依然繼續              | 2.743%           |                |
| 平均收視率 | 平均收視率 | 平均收視率                | 2.725%           | －             |

- 收視最低的集數以藍色表示，收視最高的集數以紅色表示，而空格則表示該集的收視沒有相關數據。

### 香港
| 集數   | 播映日期                     | 電視直播收視 | 備註   |
| 1－3   | 2021年6月16日－2021年6月18日 | 2.3點        | [ 8 ]  |
| 4－8   | 2021年6月21日－2021年6月25日 | 2.6點        | [ 9 ]  |
| 9－13  | 2021年6月28日－2021年7月2日  | 3.0點        | [ 10 ] |
| 14－18 | 2021年7月5日－2021年7月9日   | 2.7點        | [ 11 ] |
| 19－23 | 2021年7月12日－2021年7月16日 | 2.8點        | [ 12 ] |
| 24     | 2021年7月17日                | 2.2點        | [ 12 ] |

## 話題性
電視劇部分
| 日期      | 佔有率 | 排名 |
| --------- | ------ | ---- |
| 9月第4週  | 7.59%  | 5    |
| 10月第1週 | 9.09%  | 4    |
| 10月第2週 | 7.64%  | 4    |
| 10月第3週 | 6.15%  | 5    |
| 10月第4週 | 6.23%  | 5    |
| 10月第5週 | 5.31%  | 6    |
| 11月第1週 | 6.39%  | 5    |
| 11月第2週 | 7.82%  | 4    |

演員部分
| 日期      | 排名   | 排名 |
| 日期      | 李到晛 |      |
| --------- | ------ | ---- |
| 9月第4週  | -      |      |
| 10月第1週 | 8      |      |
| 10月第2週 | -      |      |
| 10月第3週 | -      |      |
| 10月第4週 | -      |      |
| 10月第5週 | -      |      |
| 11月第1週 | 9      |      |
| 11月第2週 | -      |      |

## 奬項
| 年份 | 頒獎典禮           | 獎項                    | 得獎者 | 結果 |
| ---- | ------------------ | ----------------------- | ------ | ---- |
| 2021 | 第57屆百想藝術大獎 | 電視部門 男子新人演技獎 | 李到晛 | 獲獎 |

## 記事
- 本劇原定於9月4日首播，但因為COVID-19在韓國首都圈再度擴散，導致首播日期延後至9月21日。

## 外部連結
- 韓國JTBC官方網站 （页面存档备份，存于）
- Daum上《重回18歲》的資料

| JTBC 月火劇                              | JTBC 月火劇                                                                                                 | JTBC 月火劇 |
| ---------------------------------------- | --- | ----------- |
|                                          | 重回18歲 （2020年9月21日－2020年11月10日）                                                                  |             |
| 模範刑警 （2020年7月6日－2020年8月25日） | 月火連續劇 前輩，那支口紅不要塗 2021年1月18日－2021年3月9日火曜連續劇 Live On 2020年11月17日－2021年1月12日 |             |

| 香港 Now劇集台 每日 22:00 - 23:00                                          | 香港 Now劇集台 每日 22:00 - 23:00                 | 香港 Now劇集台 每日 22:00 - 23:00 |
| -------------------------------------------------------------------------- | ------------------------------------------------- | --- |
|                                                                            | （2021年3月14日－2021年4月6日）                   | |
| （2021年2月20日－2021年3月13日）                                           | The Penthouse （2021年4月7日－2021年5月9日）      | |
| 香港 ViuTV 星期一至五 20:30 - 21:30 · 2021年7月17日（星期六）20:30 - 21:30 |                                                   | |
| （2021年5月17日－2021年6月15日）                                           | （2021年6月16日－2021年7月17日）                  | 大叔的愛（日本版） （星期一至四） （2021年7月19日－2021年7月22日）（20:30－22:30）奧運有得揀 （星期一至日） （2021年7月23日－2021年8月8日） |
| 香港 ViuTV 星期一至五 13:30－14:30                                         |                                                   | |
| 上司實習生（重播） （2022年6月14日－2022年7月8日）                         | 回到18歲（重播） （2022年7月11日－2022年8月11日） | P牌女議員（重播） （2022年8月12日－2022年9月13日）                                                                                          |

| 臺灣 星衛娛樂台 星期一至五 20:00 - 21:00                                                      | 臺灣 星衛娛樂台 星期一至五 20:00 - 21:00    | 臺灣 星衛娛樂台 星期一至五 20:00 - 21:00          |
| --------------------------------------------------------------------------------------------- | ------------------------------------------- | ------------------------------------------------- |
|                                                                                               | （2021年4月22日－2021年5月25日）            |                                                   |
| 九尾狐傳 （2021年3月19日－2021年4月21日）                                                     | 產後調理院 （2021年5月26日－2021年6月11日） |                                                   |
| 臺灣 衛視中文台 星期一至五 20:00 - 22:00（兩集連播） · 4月27日、5月7日至5月19日 21:00 - 22:00 |                                             |                                                   |
| 浪漫醫生金師傅2（重播） （2021年4月8日－2021年4月27日）                                       | （2021年4月27日－2021年5月19日）            | 產後調理院 （2021年5月20日－2021年6月7日）        |
| 臺灣 FOX 星期一至五 20:00 - 22:00（兩集連播） · 7月13日 21:00 - 22:00 · 7月29日 20:00 - 21:00 |                                             |                                                   |
| 九尾狐傳 （2021年6月25日－2021年7月13日）                                                     | （2021年7月13日－2021年7月29日）            | 那個男人的記憶法 （2021年7月29日－2021年8月13日） |

| 臺灣 東森戲劇台 星期一至五 22:00 - 23:00       | 臺灣 東森戲劇台 星期一至五 22:00 - 23:00 | 臺灣 東森戲劇台 星期一至五 22:00 - 23:00 |
| ---------------------------------------------- | ---------------------------------------- | ---------------------------------------- |
|                                                | 回到18歲 （2024年11月4日—2024年12月6日） |                                          |
| 親愛的法官大人 （2024年10月3日—2024年11月1日） | 背著善宰跑 （2024年12月9日—）            |                                          |